# Hélio Castroneves
Helio Castroneves (connu jusqu'en 2000 sous le nom de Helio Castro-Neves) est un pilote automobile brésilien né le 10 mai 1975 à São Paulo (Brésil). Il a notamment remporté à quatre reprises les 500 Miles d'Indianapolis.
Il est le gagnant de la cinquième saison de Dancing with the Stars avec sa partenaire Julianne Hough en 2007. En 2012, il est de nouveau candidat lors de la saison 15 All Stars.

## Biographie

### Les débuts
Champion national de karting en 1989, Helio Castroneves débute en sport automobile en 1992 dans le championnat brésilien de Formule Chevrolet (équivalent de la Formule Vauxhall britannique). Vice-champion, il passe l'année suivante en Formule 3 dans le championnat sud-américain, où il termine à nouveau vice-champion. En 1994, il part en Europe disputer le championnat britannique de Formule 3, mais malgré une troisième place au championnat en 1995, il n'a pas la possibilité de continuer à gravir les échelons jusqu'à la Formule 1. Castroneves se tourne alors vers les États-Unis, et ses catégories financièrement plus abordables. En 1996, il intègre le championnat Indy Lights (alors considéré comme l'antichambre du CART), où il devient vice-champion en 1997, derrière son compatriote et ami Tony Kanaan.

### Les années CART
Logiquement, il rejoint alors les rangs du championnat CART en 1998. Mais au sein des modestes écuries Bettenhausen puis Hogan Racing en 1999, Castroneves n'a guère l'occasion de se mettre en évidence.
Il lui faut attendre 2000 pour réellement faire parler de lui au plus haut niveau. En effet, lors de l'intersaison, il est recruté "en catastrophe" par la prestigieuse écurie Penske Racing, désemparée après le décès du pilote canadien Greg Moore, mort en course à la fin de la saison 1999 sur l'ovale de Fontana, et qui avait signé avec Penske pour la saison 2000. Castro-Neves va donc obtenir le volant qui devait à l'origine échoir à Moore. Avec une voiture enfin compétitive en 2000 puis 2001, il décroche 6 succès en CART. Mais le grand moment de l'année 2001 a lieu pour Castroneves à la fin du mois de mai, sur l'Indianapolis Motor Speedway, où il s'impose pour sa toute première participation aux 500 Miles d'Indianapolis (qui comptent pour le championnat concurrent Indy Racing League).

### Les années IndyCar
En 2002, Castroneves et l'ensemble de l'équipe Penske rejoignent à temps plein l'IRL. Même s'il est battu d'extrême justesse au championnat par Sam Hornish Jr, Castroneves fait plus que se consoler en remportant à nouveau l'Indy 500. Mais la victoire du Brésilien est entachée d'une polémique, de nombreux observateurs estimant que le Canadien Paul Tracy l'avait doublé avant l'ultime neutralisation.
Jusqu'en 2008, il reste l'un des acteurs majeurs du championnat IRL-IndyCar Series, même s'il ne parvient pas à accrocher le titre de champion, tout en figurant parmi les pilotes les plus populaires de la discipline (ce qu'il doit en partie à son caractère exubérant et à sa manière de célébrer ses victoires en escaladant les grillages qui bordent les circuits. Son succès dans la populaire émission de télévision Dancing with the Stars à l'automne 2007 (en duo avec la danseuse Julianne Hough) lui permet également de se faire connaître d'un public autre que les seuls amateurs de sport automobile.

### Accusations de fraude fiscale

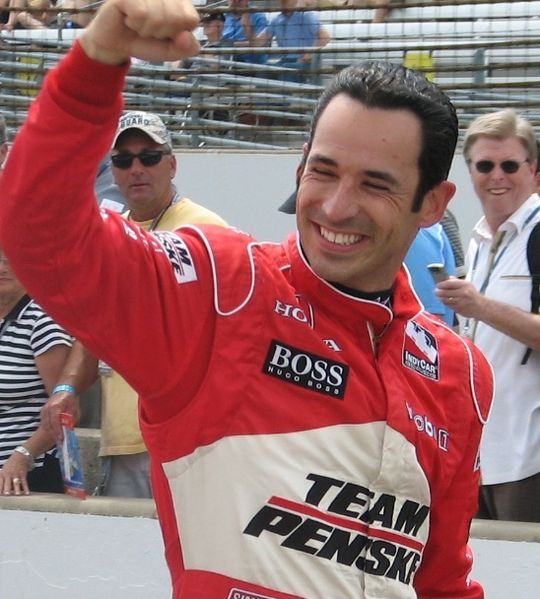
Helio Castroneves en 2009 à l'Indy 500.

En octobre 2008, Castroneves est inculpé pour évasion fiscale par la justice américaine. Soupçonné d'avoir dissimulé au fisc 5,5 millions de dollars de revenus, il a plaidé non coupable lors de son audition devant un juge de Floride le 3 octobre. Libéré en échange d'une caution de 10 millions, il a pu participer le lendemain au Petit Le Mans près d'Atlanta et s'imposer dans la catégorie LMP2 sur une Porsche Spyder du Team Penske.
Cette accusation de fraude fiscale est directement liée au décès de Greg Moore. En effet, le pilote canadien engagé en 1999 par l'équipe Forsythe avait signé un contrat avec le team de Roger Penske bien avant de trouver la mort sur l'ovale de Fontana. Une semaine après sa disparition l'équipe Penske Racing fit signer un contrat au brésilien. Il s'agissait du contrat de Greg Moore sur lequel les noms ainsi que les sociétés de management (Helio Castronoeves Sr.'s Seven Promotions) furent changés. Or, alors que Greg Moore résidait dans les îles Caïmans, Helio Castroneves était domicilié à Miami, ce qui aura pour conséquence l'inculpation de fraude fiscale susmentionnée.
Contraint de renoncer au début de la saison 2009 d'IndyCar en raison de la tenue de son procès, il est finalement acquitté le 17 avril et reconnu non-coupable des six chefs d'inculpation qui pesaient sur lui.

## Carrière

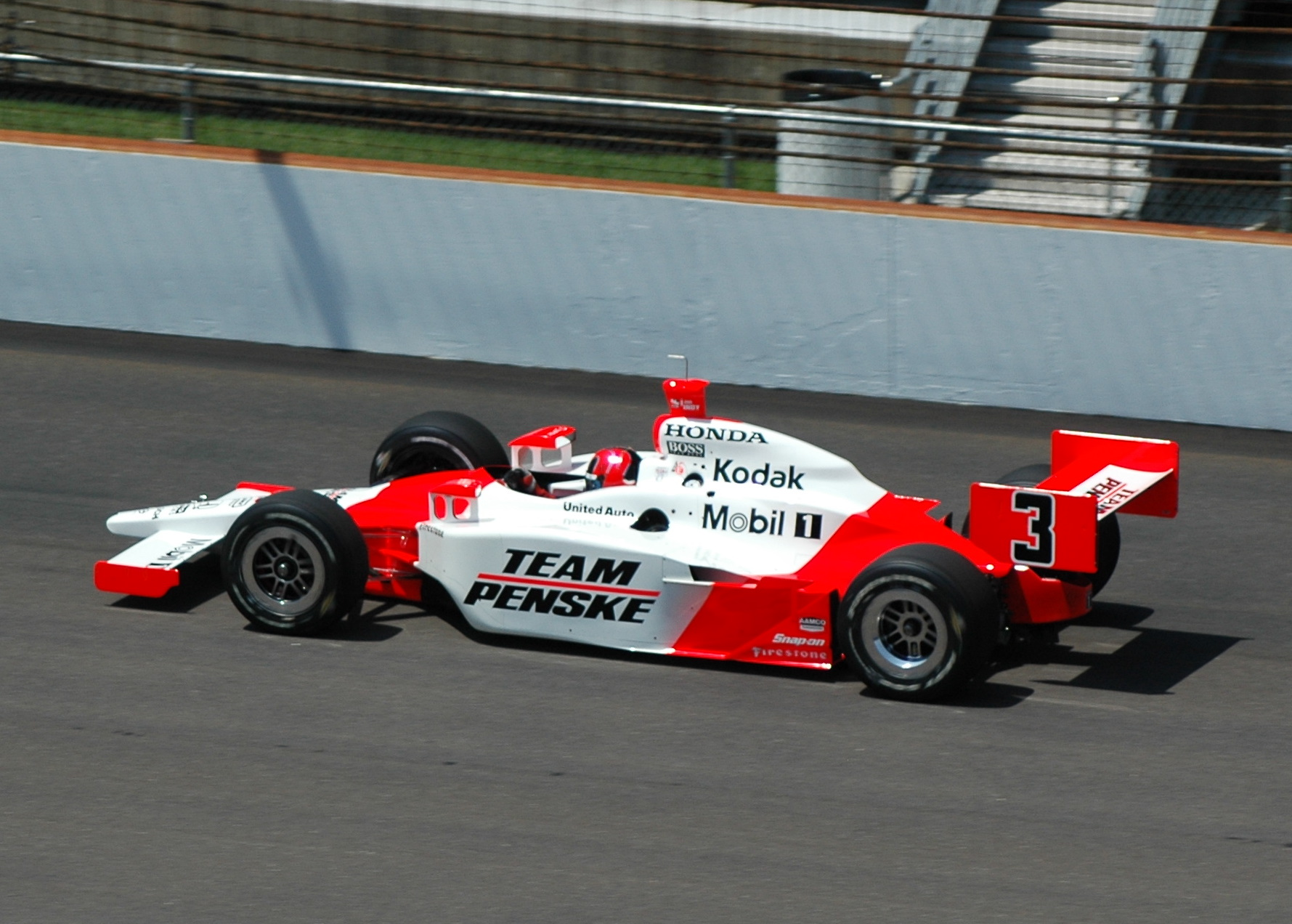
Castroneves lors des essais de l'Indy 500 2007.

- 1992 : Formule Chevrolet au Brésil (2e du championnat)
- 1993 : Formule 3 Sud-Am (2e du championnat)
- 1994 : Formule 3 britannique
- 1995 : Formule 3 britannique (3e du championnat)
- 1996 : Indy-Lights (7e du championnat)
- 1997 : Indy-Lights (2e du championnat)
- 1998 : CART chez Bettenhausen (17e du championnat)
- 1999 : CART chez Hogan Racing (15e du championnat)
- 2000 : CART chez Penske (7e du championnat - 3 victoires)
- 2001 : CART chez Penske (4e du championnat - 3 victoires) + vainqueur de l'Indy 500
- 2002 : IRL IndyCar chez Penske (2e du championnat - 2 victoires dont Indy 500)
- 2003 : IRL IndyCar chez Penske (3e du championnat - 2 victoires)
- 2004 : IRL IndyCar chez Penske (4e du championnat - 1 victoire)
- 2005 : IRL IndyCar chez Penske (6e du championnat - 1 victoire)
- 2006 : IRL IndyCar chez Penske (3e du championnat - 4 victoires)
- 2007 : IRL IndyCar chez Penske (6e du championnat - 1 victoire)
- 2008 : IndyCar chez Penske (2e du championnat - 2 victoires)
- 2009 : IndyCar chez Penske (4e du championnat - 2 victoires dont Indy 500)
- 2010 : IndyCar chez Penske (4e du championnat - 3 victoires)
- 2011 : IndyCar chez Penske (11e du championnat)
- 2012 : IndyCar chez Penske (4e du championnat - 2 victoires)
- 2013 : IndyCar chez Penske (2e du championnat - 1 victoire)
- 2014 : IndyCar chez Penske

## Palmarès
- Vainqueur des 500 miles d'Indianapolis en 2001, 2002,    2009 et 2021
- Élu Meilleur débutant de l'année des 500 miles d'Indianapolis en 2001
- Poleman des 500 miles d'Indianapolis en 2003, 2007, 2009 et 2010.
- 6 victoires en CART
- 21 victoires en IndyCar
- Vainqueur des Mil Milhas Brasil en 2006 à Interlagos

## Résultats aux500 milesd'Indianapolis
| Année | Châssis | Moteur     | Départ | Arrivée | Équipe             |
| ----- | ------- | ---------- | ------ | ------- | ------------------ |
| 2001  | Dallara | Oldsmobile | 11     | 1       | Penske Racing      |
| 2002  | Dallara | Chevrolet  | 13     | 1       | Penske Racing      |
| 2003  | Dallara | Toyota     | 1      | 2       | Penske Racing      |
| 2004  | Dallara | Toyota     | 8      | 9       | Penske Racing      |
| 2005  | Dallara | Toyota     | 5      | 9       | Penske Racing      |
| 2006  | Dallara | Honda      | 2      | 25      | Penske Racing      |
| 2007  | Dallara | Honda      | 1      | 3       | Penske Racing      |
| 2008  | Dallara | Honda      | 4      | 4       | Penske Racing      |
| 2009  | Dallara | Honda      | 1      | 1       | Penske Racing      |
| 2010  | Dallara | Honda      | 1      | 9       | Penske Racing      |
| 2011  | Dallara | Honda      | 16     | 17      | Penske Racing      |
| 2012  | Dallara | Chevrolet  | 6      | 10      | Penske Racing      |
| 2013  | Dallara | Chevrolet  | 8      | 6       | Penske Racing      |
| 2014  | Dallara | Chevrolet  | 4      | 2       | Team Penske        |
| 2015  | Dallara | Chevrolet  | 5      | 7       | Team Penske        |
| 2016  | Dallara | Chevrolet  | 9      | 11      | Team Penske        |
| 2017  | Dallara | Chevrolet  | 19     | 2       | Team Penske        |
| 2018  | Dallara | Chevrolet  | 8      | 27      | Team Penske        |
| 2019  | Dallara | Chevrolet  | 12     | 18      | Team Penske        |
| 2020  | Dallara | Chevrolet  | 28     | 11      | Team Penske        |
| 2021  | Dallara | Honda      | 8      | 1       | Meyer Shank Racing |

## Galerie d'images

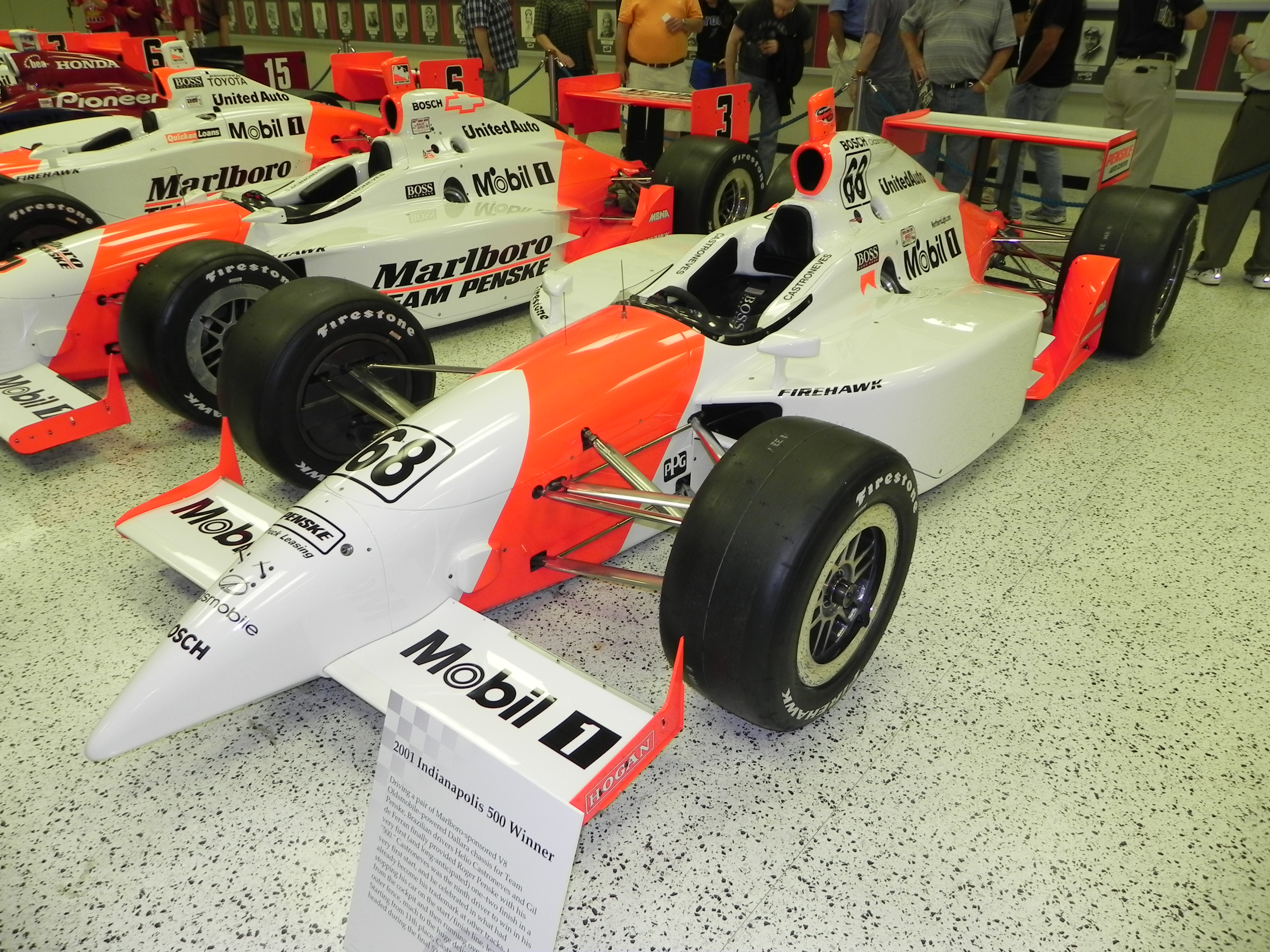
La Dallara-Aurora de Penske Racing victorieuse à l'Indy 500 de 2001 (IMS Hall of Fame Museum).
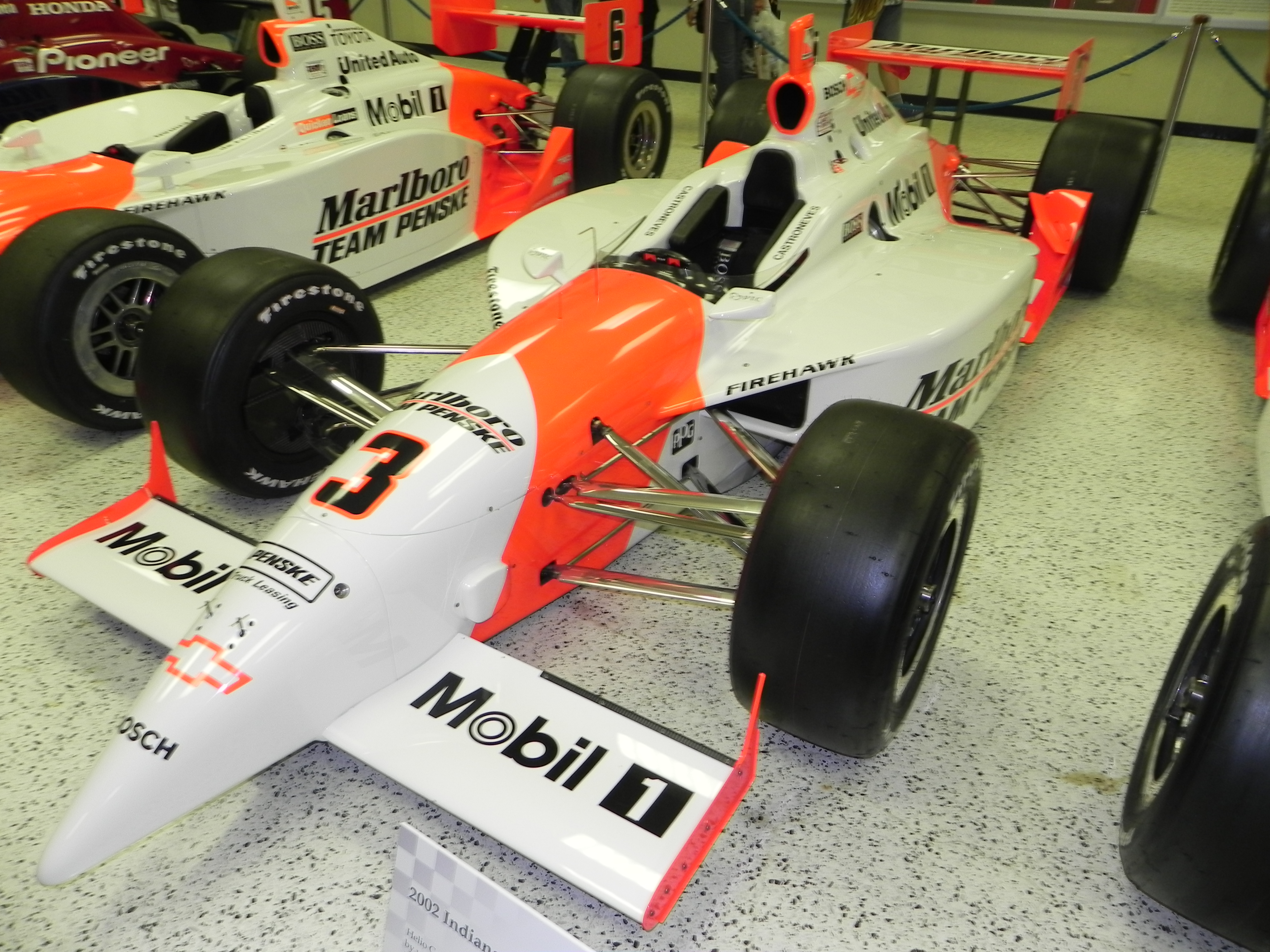
La Dallara-Chevrolet de Penske Racing victorieuse à l'Indy 500 de 2002 (IMS Hall of Fame Museum).
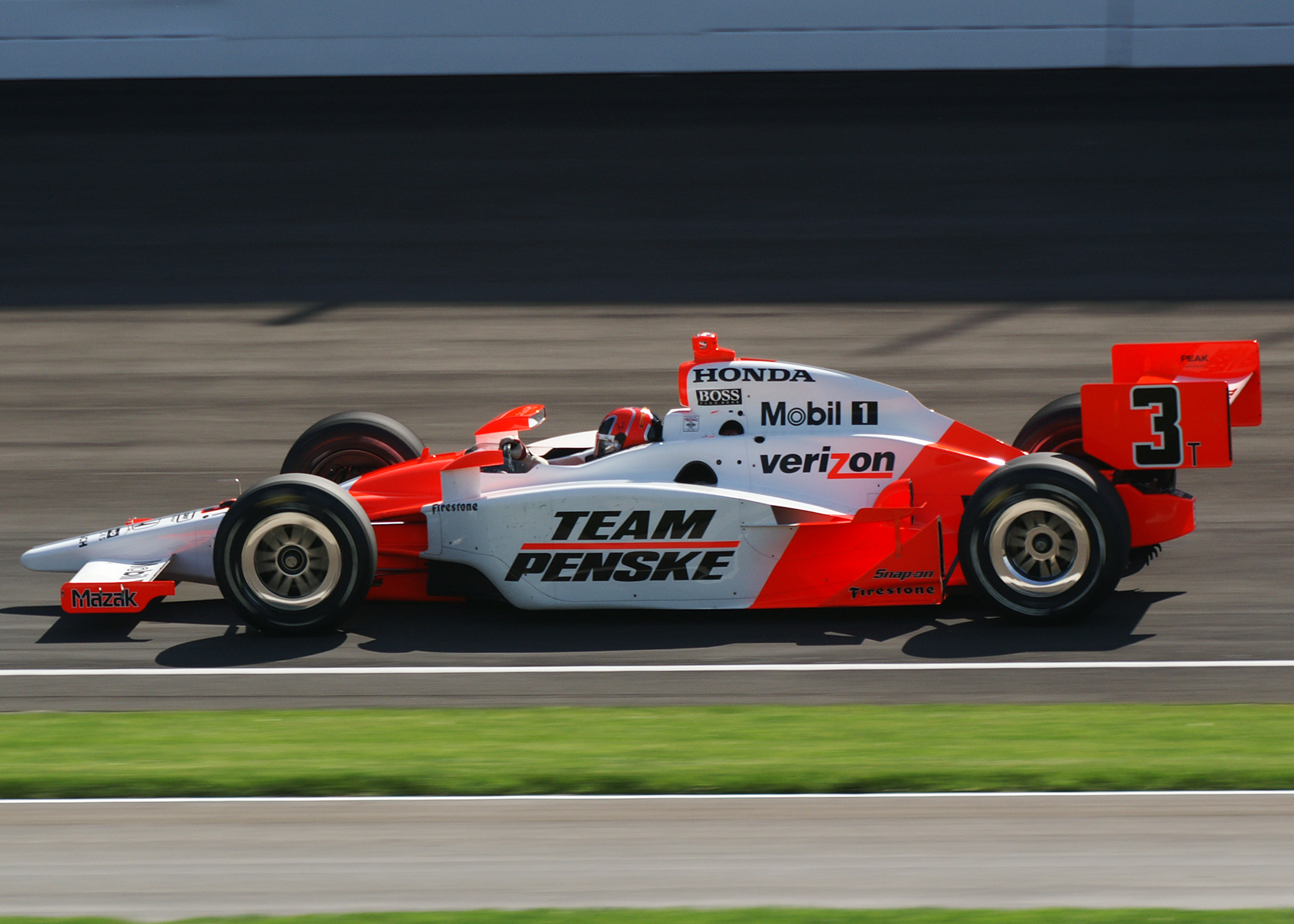
La Dallara-Honda de Penske Racing victorieuse à l'Indy 500 de 2009.